# Racks
Albums de Buckethead
The Shores of Molokai
(2012) March of the Slunks
(2012)
Racks est le 38e album studio de Buckethead. Il est aussi le 8e album faisant partie de la série « Buckethead Pikes ».

## Liste des titres
| 1.    | The Snow Rabbit       | 3:23 |
| 2.    | Telekinite            | 2:58 |
| 3.    | Asbury Park Boardwalk | 3:15 |
| 4.    | Castle of Dr. Cadaver | 2:24 |
| 5.    | Sunbursts             | 3:40 |
| 6.    | Chamber of Slunks     | 1:18 |
| 7.    | Spiderwall            | 1:19 |
| 8.    | Coffin for a Penny    | 1:59 |
| 9.    | Fomahaut              | 2:06 |
| 10.   | The Patrolman         | 7:30 |
| 29:52 |                       |      |